# Алмати (аеропорт)
Міжнародний аеропорт «Алмати» (каз. Халықаралық Алматы Әуежайы, (IATA: ALA, ICAO: UAAA)) — міжнародний аеропорт міста Алмати в Казахстані. Найбільший аеропорт в Казахстані, займає в країні перше місце з внутрішніх та міжнародних вантажних авіаперевезень.
На аеродромі також базується військова авіація (літаки Ан-12, Ан-24, Ан-26, Ан-30 та інші транспортні).

## Історія
Аеропорт був створений у 1935 році. До 1990 року входив до складу Казахського управління цивільної авіації. 26 квітня 1991 року реорганізовано в «Аеропорт Алма-Ата». З 1993 року — самостійна структурна одиниця. У 1994 році перетворено в АТвТ «Аеропорт Алмати», правонаступником якого є на сьогодні АТ «Міжнародний аеропорт Алмати».
У 2000 році першим партнером Міжнародного аеропорту Алмати з вантажоперевезень стала авіакомпанія EL-AL, яка здійснювала тоді два рейси на тиждень на літаках Boeing 747. Поступово, оцінюючи перспективність геополітичного розташування аеропорту і його зростаючий технічний рівень, авіакомпанія EL-AL збільшувала кількість рейсів.
З грудня 2002 року в Алматинському аеропорту розпочаті практичні роботи по розсіювання туманів методом штучного розсіювання переохолоджених туманів з використанням рідкого азоту.
У грудні 2004 року розпочав роботу новий пасажирський термінал. Для задоволення потреб авіапасажирів, в новому пасажирському терміналі встановлені сучасні системи життєзабезпечення і контролю, система керування будинком, інформаційна система про виконувані авіарейси, система внутрішнього та зовнішнього відеоспостереження, система оповіщення пасажирів, система пошуку багажу та ін.
З червня 2007 року відкрив свої двері бізнес термінал. Відреставрована будівля має архітектурно-історичні значення, відновлено унікальний пам'ятник міської архітектури. Дизайнерськими роботами керував італійський архітектор, шляхом стильової відповідності деталей інтер'єру і колористичних рішень, йому вдалося створити неповторну атмосферу комфорту і затишку. Бізнес термінал спеціалізується на обслуговуванні пасажирів чартерних рейсів. У залах терміналу пасажири можуть отримати широкий спектр ділових послуг: проводити переговори, прес-конференції. До послуг пасажирів — магазин Duty Free, багатий асортимент бару. Затишний інтер'єр, висока технічна оснащеність.

### Надзвичайні події
Будівля старого аеровокзалу аеропорту згоріло в ніч з 9 на 10 червня 1999 року. Тоді вогонь знищив 6,12 тис. м². Згоріли ресторан, зал очікування, зона реєстрації пасажирів, зали прильоту і вильоту місцевих авіаліній, бізнес-хол, магазин безмитної торгівлі. Пожежникам вдалося врятувати підвали, обладнання урядового зв'язку, будівлю лінійного відділення поліції. Пожежа, що почався в 23.20 в п'ятницю, загасили о суботу вранці в 6.47. Пожежі була присвоєна третя категорія складності.

## Технічна інформація
Аеродром Алмати позакласний, придатний для експлуатації всіх типів повітряних суден. Аеропорт має у своєму розпорядженні ЗПС з асфальто-армобетонним покриттям.
30 вересня 2008 року відбулося відкриття другої злітно-посадочної смуги (ЗПС-2), оснащеної сучасним аеронавігаційним обладнанням. Злітно-посадкова смуга завдовжки 4,5 кілометра і шириною 60 метрів здатна приймати всі типи повітряних суден без обмеження, як за максимальної злітної маси, так і за інтенсивністю польотів.

## Громадський транспорт
Аеропорт пов'язаний з центром міста Алма-Ата автострадою (час у дорозі — від 15 до 30 хвилин, в залежності від завантаження траси).
В аеропорт або проїздом прямують автобусні маршрути:
- Автобус № 36 зал. вокзал Алмати-1 — Аеропорт
- Автобус № 79 Жандосова-Саїна — Аеропорт
- Автобус № 86 мкр. «Орбіта 3» (вул. Саїна — вул. Торайгирова) — Академія Цивільної авіації
- Автобус № 92 мкр. «Мамир 1-7» (вул. Момишули — пр. Абая) — сел. Альмерек
- Автобус № 106 мкр. «Мамир 1-7» (вул. Момишули — пр. Абая) — мкр. «Жетису»

## Авіалінії та напрямки, листопад 2019

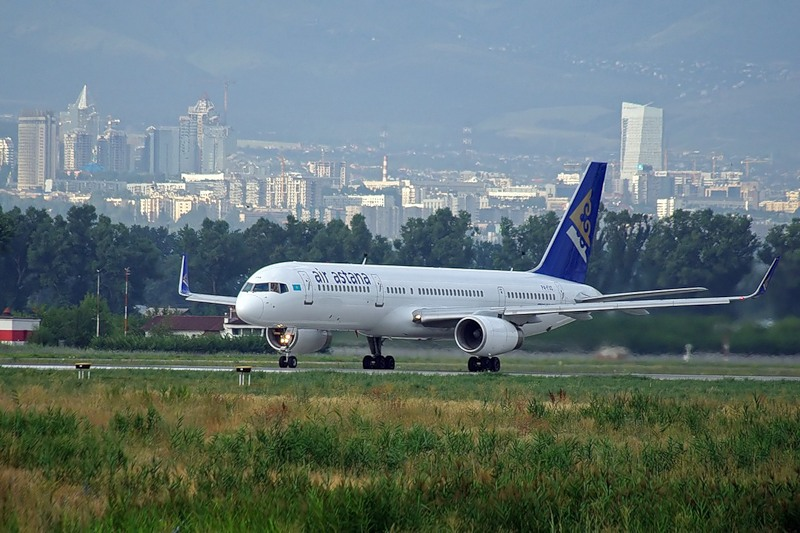
Air Astana Boeing 757-200 в аеропорту Алмати.

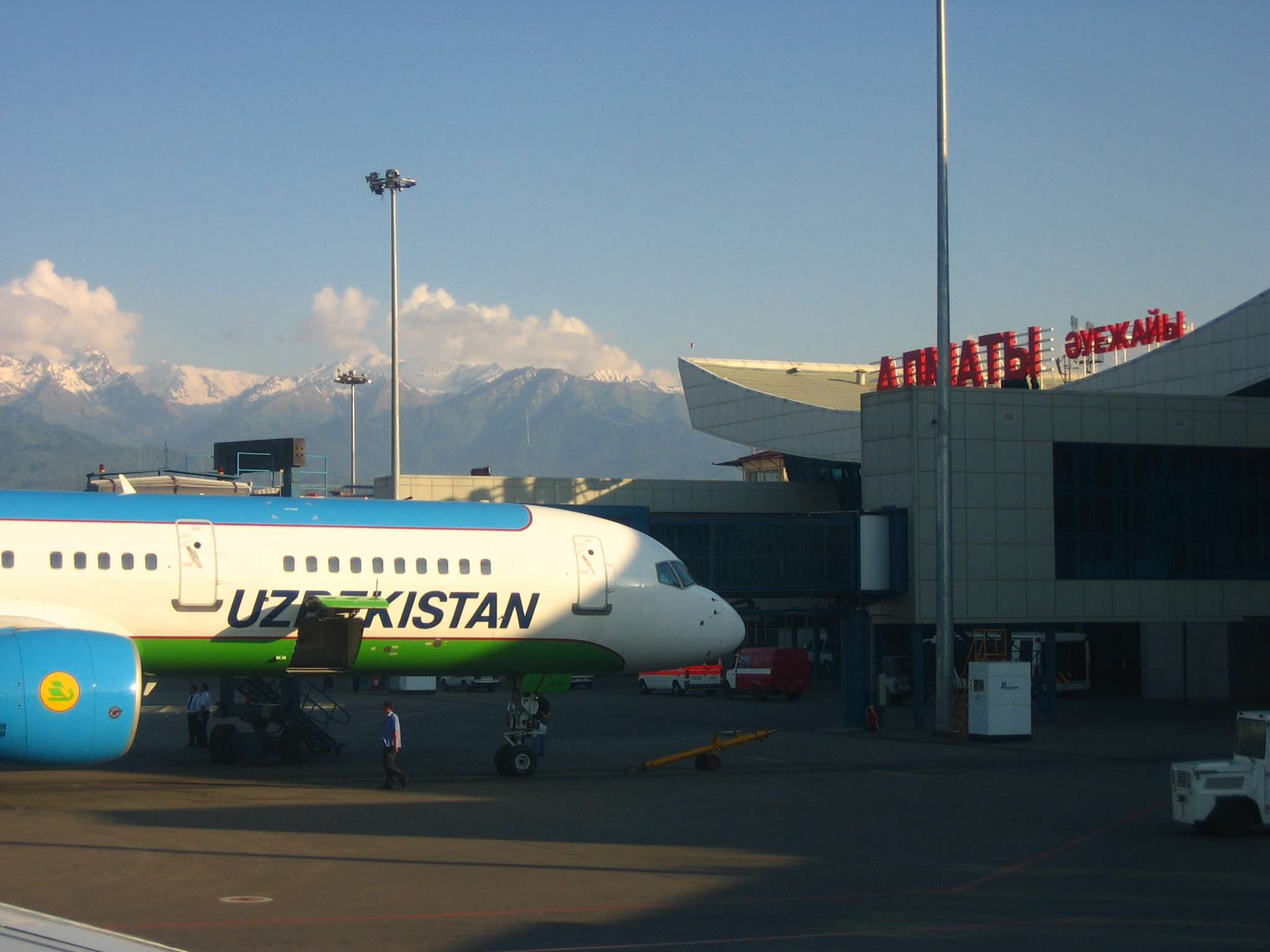
Uzbekistan Airways Boeing 757-200 в аеропорту Алмати.

### Пасажирські
| Авіакомпанія                   | Пункт призначення |
| ------------------------------ | --- |
| Aeroflot                       | Москва-Шереметьєво |
| Air Arabia                     | Шарджа |
| Air Astana                     | Актау, Актобе, Атирау, Баку, Бангкок-Суварнабхумі, Пекін, Бішкек, Делі, Дубай, Душанбе, Гонконг, Стамбул-Аеропорт, Караганда, Київ-Бориспіль, Куала-Лумпур, Кизилорда, Москва-Домодєдово (з 27 жовтня 2019),, Москва-Шереметьєво (завершення 26 жовтня 2019),, Нур-Султан, Уральськ, Усть-Каменогорськ, Павлодар, Ст Петербург, Сеул-Інчхон, Шарм-ель-Шейх, Шимкент, Ташкент, Тбілісі, Урумчі Сезонний: Анталія, Бодрум |
| airBaltic                      | Сезонний: Рига |
| Asiana Airlines                | Сеул-Інчхон |
| AtlasGlobal                    | Сезонний: Анталія |
| Azerbaijan Airlines            | Баку |
| Bek Air                        | Актау, Актобе, Атирау, Кустанай, Уральськ, Нур-Султан |
| Belavia                        | Мінськ |
| China Southern Airlines        | Урумчі |
| Ellinair                       | Сезонний: Салоніки |
| FlyAristan                     | Караганда, Нур-Султан, Уральськ, Павлодар, Шимкент, Тараз |
| flydubai                       | Дубай |
| Hainan Airlines                | Пекін |
| Kam Air                        | Кабул |
| Lufthansa                      | Франкфурт |
| Mahan Air                      | Тегеран-Імам Хомейні |
| Nordwind                       | Самара |
| Pegasus Airlines               | Стамбул-Сабіха Гекчен |
| Qazaq Air                      | Нур-Султан], Бішкек, Ош, Павлодар, Шимкент, Кустанай, Кизилорда Сезонний чартер: Іссик-Куль |
| Rossiya                        | Ст Петербург |
| S7 Airlines                    | Новосибірськ |
| Salam Air                      | Маскат (з березня 2020) |
| SCAT                           | Актау, Актобе, Атирау, Хайкоу, Караганда, Кокшетау, Кустанай, Мінеральні Води, Нур-Султан, Уральськ, Усть-Каменогорськ, Петропавловськ, Семей, Шимкент, Тараз, Сіань, Жезказган Сезонний: Анталія, Санья |
| Somon Air                      | Душанбе |
| Sunday Airlines                | Сезонний чартер: Анталія, Камрань, Пхукет, Шарм-ель-Шейх |
| Tajik Air                      | Душанбе |
| Turkish Airlines               | Стамбул-Аеропорт |
| Turkmenistan Airlines          | Ашгабат |
| Ukraine International Airlines | Київ-Бориспіль (завершення 27 жовтня 2019) |
| Ural Airlines                  | Москва-Жуковський, Ст Петербург, Єкатеринбург (з 22 грудня 2019) |
| Uzbekistan Airways             | Ташкент |

### Вантажні
| Авіакомпанія            | Пункт призначення                                                        |
| ----------------------- | ------------------------------------------------------------------------ |
| AirBridgeCargo Airlines | Гонконг                                                                  |
| Cargolux                | Будапешт, Гонконг, Люксембург                                            |
| Cargolux Italia         | Гонконг, Мілан-Мальпенса                                                 |
| Hong Kong Airlines      | Гонконг, Стамбул-Ататюрк, Делі                                           |
| Lufthansa Cargo         | Гуанчжоу Байюнь, Гонконг, Ташкент                                        |
| MNG Airlines            | Стамбул-Ататюрк                                                          |
| Qatar Airways Cargo     | Доха,                                                                    |
| Silk Way Airlines       | Баку                                                                     |
| Turkish Airlines Cargo  | Бішкек, Гуанчжоу, Нур-Султан, Стамбул-Ататюрк, Сеул-Інчхон, Шанхай-Пудун |
| UPS                     | Кельн/Бонн, Сеул-Інчхон, Шанхай-Пудун                                    |

## Статистика
| Рік  | Пасажирообіг | % Зміна  |
| ---- | ------------ | -------- |
| 2010 | 3,000,000    | ▬        |
| 2011 | 3,665,538    | ▲ 22.2 % |
| 2012 | 4,003,004    | ▲ 9.2 %  |
| 2013 | 4,323,224    | ▲ 8 %    |
| 2014 | 4,588,866    | ▲ 6 %    |
| 2015 | 4,905,307    | ▲ 6.9 %  |
| 2016 | 4,878,450    | ▼ 0.5 %  |
| 2017 | 5,640,800    | ▲ 15.6 % |
| 2018 | 5,686,926    | ▲ 1 %    |

## Ресурси Інтернету
Вікісховище має мультимедійні дані за темою: Алмати (аеропорт)
- Офіційний сайт